# Voo Iran Aseman Airlines 6895
O voo Iran Aseman Airlines 6895 foi um voo que colidiu em 24 de agosto de 2008 (na hora local às 20:30) próximo ao Aeroporto Internacional de Manas, em Bisqueque, no Quirguistão e que estava a caminho do Aeroporto de Mehrabad em Teerã, capital do Irã. O avião, um Boeing 737 deixou de funcionar ao retornar ao aeroporto de origem após ter passado por dificuldades técnicas.
Logo após a decolagem, foi descoberto um mau funcionamento sério na cabine depressurizada. O comandante comunicou à torre do aeroporto de origem a sua intenção de retornar. Ao tentar fazê-lo, o avião bateu contra o chão, a apenas 2 km da pista de decolagem.
A aeronave pertencia à empresa local Itek-Air, que faz parte da lista de companhias aéreas proibidas de voar para a União Europeia por não seguirem regras padrão de aviação e segurança. Porém, o avião estava fretado pela companhia iraniana Aseman Airlines.
O presidente quirguiz decretou luto nacional de um dia em decorrência do acidente.
Uma equipa local de vôlei também se envolveu no acidente: dos 17 integrantes, apenas 7 saíram com vida.

## Vítimas
| Nacionalidade | Passageiros | Tripulação | Total | Sobreviventes |
| ------------- | ----------- | ---------- | ----- | ------------- |
| Quirguistão   | 24          | 6          | 30    | 11            |
| Irão          | 53          | 1          | 54    | 10            |
| Cazaquistão   | 3           | 0          | 3     | 0             |
| China         | 1           | 0          | 1     | 0             |
| Turquia       | 1           | 0          | 1     | 0             |
| Canadá        | 1           | 0          | 1     | 0             |
| Total         | 83          | 7          | 90    | 21            |